# Nurmisaari (ö i Birkaland)
Nurmisaari är en ö i Finland. Den ligger i sjön Kuohijärvi och i kommunen Pälkäne i den ekonomiska regionen Tammerfors och landskapet Birkaland, i den södra delen av landet, 120 km norr om huvudstaden Helsingfors. Öns area är 6,4 hektar och dess största längd är 0,5 kilometer i nord-sydlig riktning.